# Guizhou
Guizhou (uitspraakⓘ) is een provincie van China, gelegen in het zuidwestelijke deel van het land. De provincie heeft als hoofdstad Guiyang. Er wonen ongeveer 38 miljoen inwoners.

## Bestuurlijke indeling
Guizhou is verdeeld in 4 stadsprefecturen, 2 prefecturen en 3 autonome prefecturen:
|                      |                           |                        |                                     |  |  |  |  |
| Nr.                  | Naam                      | Hanzi                  | Hanyu Pinyin                        |  |  |  |  |
| Stadsprefecturen     |                           |                        |                                     |  |  |  |  |
| 2                    | Zunyi                     | 遵义市                 | Zūnyì Shì                           |  |  |  |  |
| 4                    | Liupanshui                | 六盘水市               | Liùpánshuǐ Shì                      |  |  |  |  |
| 6                    | Guiyang                   | 贵阳市                 | Guìyáng Shì                         |  |  |  |  |
| 5                    | Anshun                    | 安顺市                 | Ānshùn Shì                          |  |  |  |  |
| Prefecturen          |                           |                        |                                     |  |  |  |  |
| 1                    | Bijie                     | 毕节地区               | Bìjíe Dìqū                          |  |  |  |  |
| 3                    | Tongren                   | 铜仁地区               | Tóngrén Dìqū                        |  |  |  |  |
| Autonome prefecturen |                           |                        |                                     |  |  |  |  |
| 7                    | Qianxinan (Buyei & Miao)  | 黔西南布依族苗族自治州 | Qiánxī'nán Bùyīzú Miáozú Zìzhìzhōu  |  |  |  |  |
| 8                    | Qiannan (Buyei & Miao)    | 黔南布依族苗族自治州   | Qiánnán Bùyīzú Miáozú Zìzhìzhōu     |  |  |  |  |
| 9                    | Qiandongnan (Miao & Dong) | 黔东南苗族侗族自治州   | Qiándōngnán Miáozú Dòngzú Zìzhìzhōu |  |  |  |  |

## Steden
- Dongpo
- Fuquan
- Guiyang (hoofdstad)
- Leizhuang
- Lijiawan
- Liupanshui

## Demografie
37% van de bevolking in Guizhou behoort tot de minderheidsvolkeren. Onder hen bevinden zich de Yao, Miao, Yi, Qiang, Dong, Zhuang, Buyi, Bai, Tujia, Gelao en de Shui. De Han-Chinezen in Guizhou spreken een vorm van het Zuidwest-Mandarijn.